# 30 avril 1932
Le samedi 30 avril 1932 est le 121e jour de l'année 1932.

## Naissances
- Janie Shores (morte le 9 août 2017), juge américaine
- Nikolaj Ilov, joueur de basket-ball bulgare
- Ray Reed (mort le 1er janvier 1965), pilote automobile rhodésien

## Décès
- Jean Ossola (né le 24 avril 1881), personnalité politique française
- Vincent Foix (né le 22 janvier 1857), abbé, historien et ethnologue, spécialiste des Landes

## Événements
- Sortie du film américain Amitié